# Karen Spärck Jones

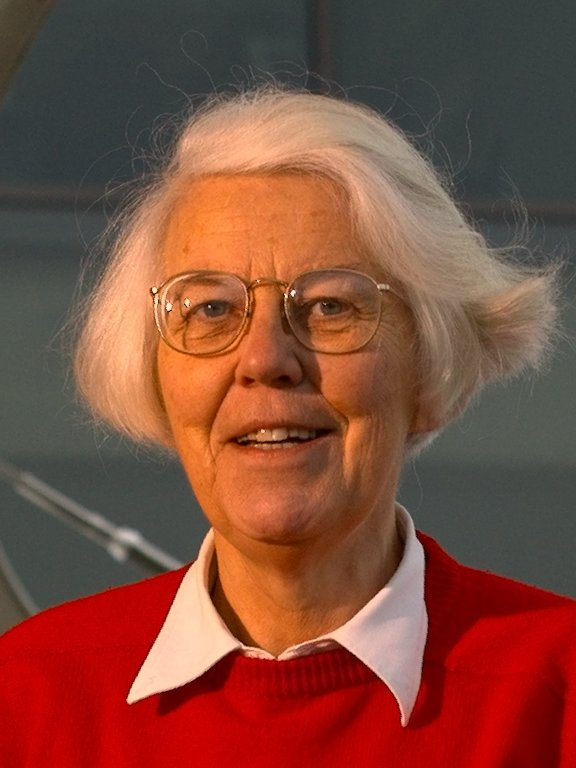
Karen Spärck Jones 2002

Karen Spärck Jones, född 26 augusti 1935, död 4 april 2007, var en brittisk forskare i datavetenskap, mest känd för sitt arbete med algoritmer för söksystem.
Hon arbetade från 1974 som professor i läroämnet "datorer och information" på Universitetet i Cambridge vid dess Computer Laboratory där hon arbetade i flera år efter sin formella pensionering intill några veckor innan sin död. Hennes huvudsakliga forskningintressen rörde språkteknologi och informationssökningsalgoritmer och bland hennes många bidrag till forskningsområdet är idf-viktning av termer i söksystem, vilket används i alla idag driftsatta textsökningssystem.  Hennes arbete utgör grunden i mycket av det som idag kallas probabilistiska söksystem och de system hon varit med om att utforma och bygga används än idag i forskning. 

## Karen Spärck Jones-priset
British Computer Societys intressegrupp för söksteknologi (BCS IRSG) instiftade 2008 ett pris för framstående insatser i forskning i informationsåtkomst i Karen Spärck Jones' minne, som delas ut vid den årliga europeiska konferensen för sökteknologi (ECIR). Pristagare sedan dess är:
- 2009: Mirella Lapata, University of Edinburgh för sin forskning i semantik för söksystem
- 2010: Evgeniy Gabrilovich, Yahoo! Research för sin forskning i semantiska webben
- 2011: inget pris delades ut
- 2012: Diane Kelly, University of North Carolina at Chapel Hill för sin forskning i interaktion med söksystem
- 2013: Eugene Agichtein, Emory University, för sin forskning i databrytning i användarloggar
- 2014: Ryen White, Microsoft Research för sin forskning i interaktion med söksystem, i synnerhet med tillämpning på hälsoinformatik
- 2015: Jordan Boyd-Graber, University of Colorado, för sitt arbete med probabilistiska topicmodeller och Emine Yilmaz, University College London, för sitt arbete med att förstå hur söksystem bättre kan ta hänsyn till den uppgift användaren arbetar med vid söktillfället
- 2016: Jaime Teevan, Microsoft Research, för sitt arbete i gränssnittet mellan interaktion och söksystem
- 2017: Fernando Diaz, Spotify, för sitt arbete i gränssnittet mellan språkteknologi och söksystem och för sina bidrag till diskussionen om etik i informationsåtkomstteknologi
- 2018: Krisztian Balog, Universitetet i Stavanger, för sitt arbete med semantisk sökning, i synnerhet entitetsigenkänning

## Nekrologer
- Computer Laboratory obituary
- University of Cambridge obituary
- Obituary, The Independent, 12 april 2007
- Obituary, The Daily Telegraph, 12 april 2007
- Obituary, The Times, 22 juni 2007

## Mer läsning
- Computer Science, A Woman's Work, IEEE Spectrum, maj 2007